# Idaea terminolineata
Idaea terminolineata är en fjärilsart som beskrevs av Rothschild 1933. Idaea terminolineata ingår i släktet Idaea och familjen mätare. Inga underarter finns listade i Catalogue of Life.